# Lisznyó

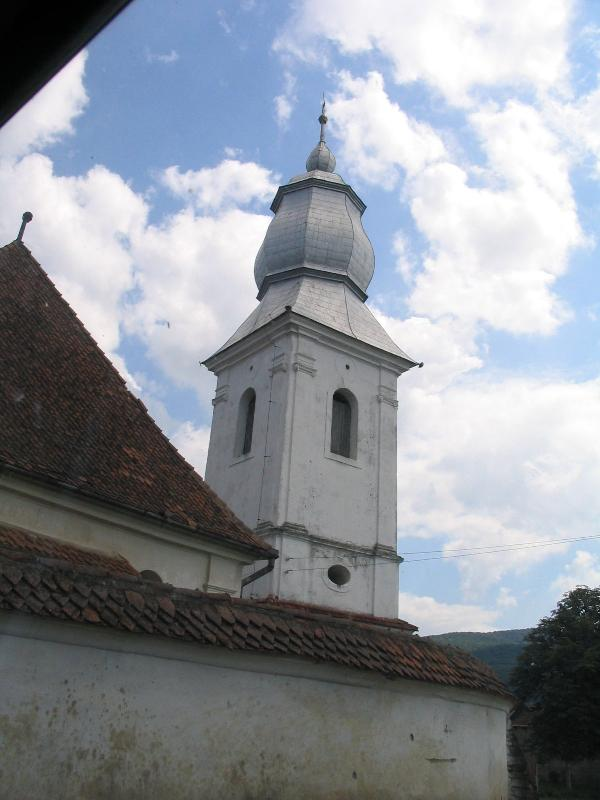
Református templom

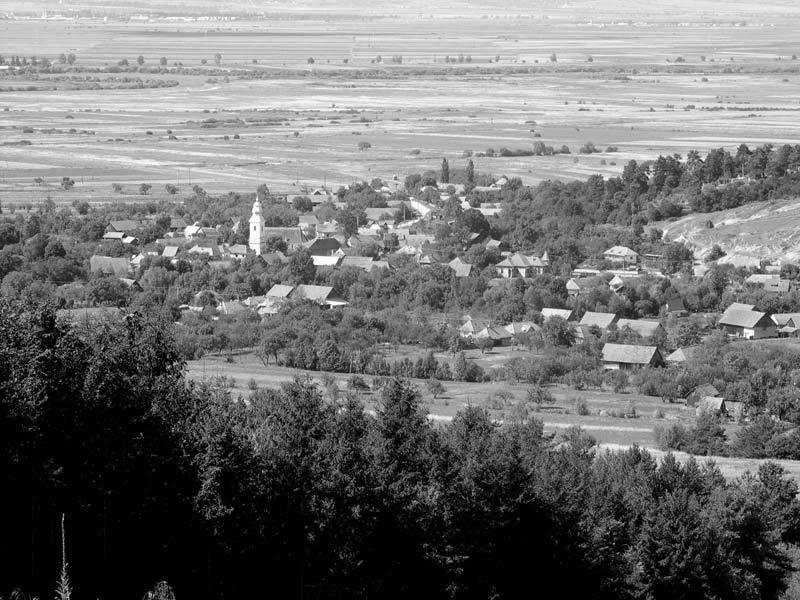
Látkép a Zákhányról

Lisznyó (románul Lisnău) falu Romániában Kovászna megyében.
Közigazgatásilag Uzonhoz tartozik. 1992-ben 471 lakosából 463 magyar és 8 román volt.

## Fekvése
Sepsiszentgyörgytől 12 km-re délkeletre a Lisznyó-patak völgyében fekszik.

## Nevének eredete
Neve a szláv lesz (= erdő) főnévből való és valószínűleg nagy kiterjedésű erdeiről nevezték el.

## Története
- 1332-ben Lizno néven említik először. A falu már 1333-ban egyházas hely volt. 1612-ben a török dúlta fel, sok embert elhurcoltak. 1706-ban a faluban táborozó kurucokat lepték meg a császáriak. 1910-ben 924 magyar lakosa volt. A trianoni békeszerződésig Háromszék vármegye Sepsi járásához tartozott.

## Látnivalók
- Református temploma 14. századi eredetű, a 15. században gótikus stílusban átépítették, majd 1622-ben, 1804-ben és 1913-ban bővítették és javították.
- Ortodox temploma 1813-ban épült.
- A falutól egy órára a Borsos-patak és a Várárka közötti Várbércen tekintélyes várromok találhatók, melyet Törökvárnak hívnak. Nevét onnan kaphatta, hogy a lakosok a török elől ide menekültek fel.
- A Borzas-bérc egyik csúcsán Barabás várának nevezett őrtorony állott melynek falai most is kivehetők.
- A vártól nem messze levő kénes kigőzölgés tette lehetővé fürdőtelepének kiépítését, mely az egyik legkedveltebb üdülőhellyé tette, jelentősége csak Előpatak felemelkedésével szűnt meg.

## Híres emberek
- Itt született 1630-ban Lisznyai Kovács Pál tanár, krónikaíró
- Itt született 1921-ben Dancsuly András egyetemi tanár, pedagógiai író.
- Itt született 1924-ben Vargha Jenő kémikus, egyetemi oktató, a kémiai tudományok doktora.
- Innen származik a lisznyói Damó család, amelynek Nógrád megyébe a 17. század végén kiköltözött ágából származott Lisznyai Damó Kálmán költő, forradalmár, aki székely származására igen büszke volt.[2]